# Palacio Unanue
El Palacio o Castillo Unanue, es un Monumento Histórico Nacional ubicado a la altura del km. 146 de la antigua carretera Panamericana Sur, en los alrededores de la ciudad de San Vicente de Cañete, al sur de Lima, Perú.

## Historia

### Antecedentes
La villa española de Cañete, fue fundada en 1556 por el virrey Andrés Hurtado de Mendoza. En este valle recibió tierras don Lorenzo de Arona, quién así dio nombre a la casa y los campos que expandiéndose o reduciéndose se conocen como la hacienda de San Juan de Arona. Por compra o herencia se le agregaron y/o desmembraron los fundos de Cerro Blanco, Gómez, Pepián así como las tierras Guayabal que luego formaron las actuales zonas de Arona, Unanue y Montalván.
Agustín de Landaburu y Belzunce, español liberal, al morir sin descendencia en Europa (a comienzos del siglo XIX) otorga estas propiedades donde había pasado su infancia y juventud, a su ilustre maestro y político peruano José Hipólito Unanue y Pavón (1755-1833), quien antes de fallecer divide sus terrenos entre dos de sus cinco hijos: la actual hacienda San Juan de Arona para Francisca Unanue y de la Cuba y la actual Agrícola Cerro Blanco (Castillo Unanue) para José Unanue y de la Cuba.

### Edificación del Castillo Unanue
José Unanue y de la Cuba, quién a diferencia de su prominente progenitor, era hombre dado a las aventuras del buen viajar así como a satisfacciones y placeres que están al alcance del agricultor próspero, inició la edificación del Castillo en la década de 1840 sobre una huaca prehispánica. Le tomó casi 60 años para completar la estructura grandiosa, un proyecto personal ambicioso y costoso. Construido con influencias de la arquitectura de estilo morisco, los vitrales, mármoles, y las puertas de bronce y fierro fueron importados de Italia. El castillo tiene también túneles y mazmorras. En 1924, la estructura fue utilizada como la primera prisión de Cañete.
Este poco conocido personaje muere sin descendencia y estos campos con su casa -de estilo ecléctico y hecha de quincha- pasa a sus sobrinos, entre quienes destaca don Eugenio Larrabure y Unanue (1844-1916), diplomático, político e historiador de significativas obras publicadas, además de ser primer presidente del Instituto Histórico del Perú -hoy Academia Nacional de la Historia y ministro de Relaciones Exteriores en varias oportunidades. Este polifacético personaje contrae matrimonio con María Rosa Correa y Veyán, y encuentra tiempo para cuidar con identidad local y familiar de este monumento, cuya fragilidad estructural, constituye en estos días tanto una válida evidencia de nuestro fragmentado pasado como de la urgencia de su salvaguarda.
Una de sus hijas, Margarita Larrabure y Correa, se casa con Antonio Ribero Trimouille en 1921, y juntos consolidan un patrimonio económico y cultural que hereda su único hijo, Antonio Ribero Larrabure, quien asumió la instalación de la electricidad así como de agua y desagüe en este señorial inmueble ocupándose de la preservación de sus reminiscencias medievales tomadas de Europa y Asia, y las precauciones que tomaba para restaurar la pintura mural. Sus familiares recuerdan la dedicación para innovar la tecnología y la producción agrícola aun cuando sabía que la hacienda Unanue sería una de las primeras haciendas confiscadas por la Reforma Agraria del Gobierno Revolucionario de Juan Velasco Alvarado. Este dueño de la Hacienda Unanue fue quién procedió a su entrega completa -incluso con el mobiliario completo- a la Cooperativa Agraria 186.

### Castillo Unanue después de la Reforma Agraria

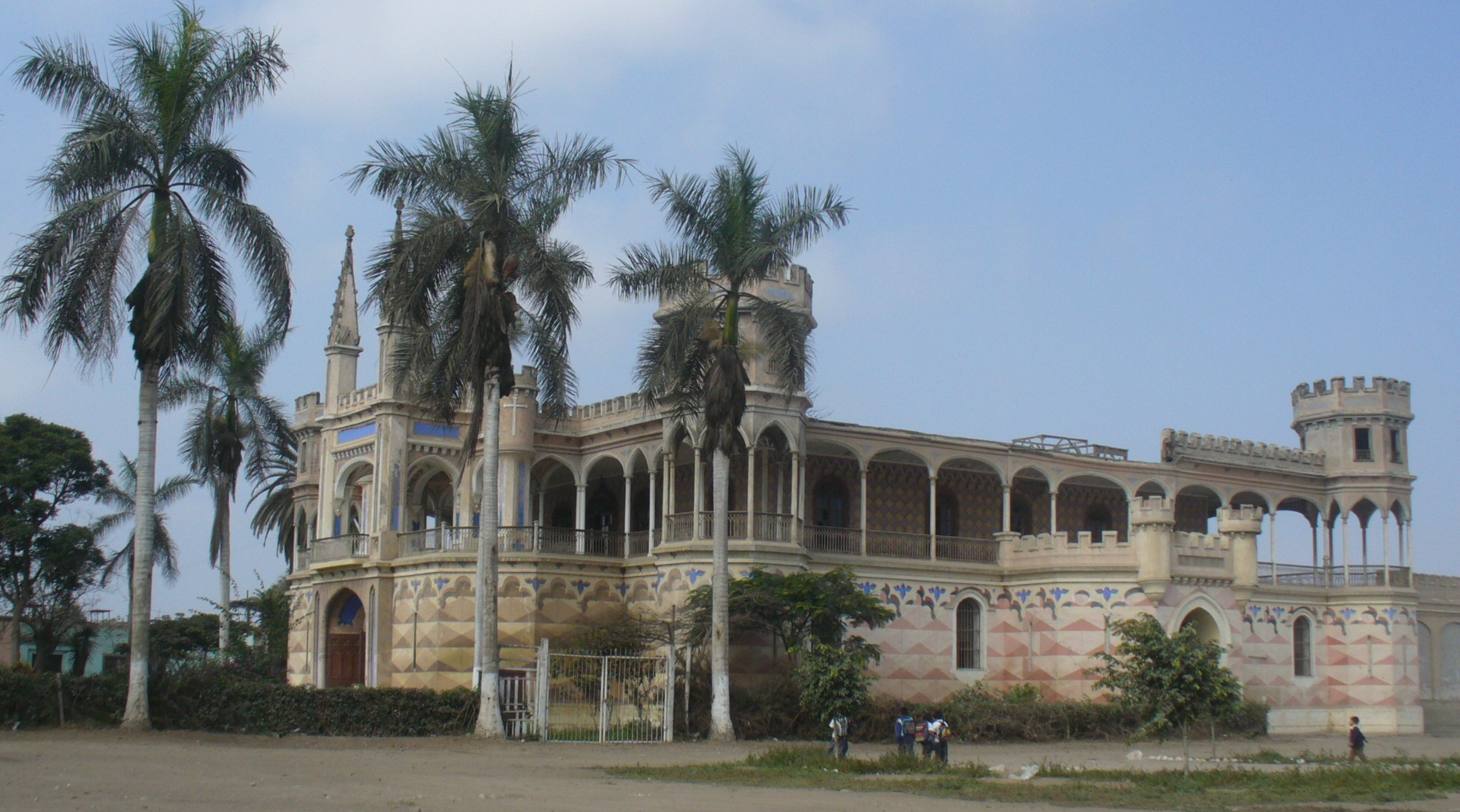
Castillo Unanue - San Vicente de Cañete

Desde la  Reforma Agraria de 1969, nadie ha cuidado del Castillo Unanue, aun cuando es Monumento Histórico desde 1972 y  excepcional recurso turístico de la zona.